# Petersberg (bei Halle)
Der Petersberg nahe Halle an der Saale im Gemeindegebiet von Petersberg ist mit 250,4 m ü. NHN die höchste Erhebung des ehemaligen Saalkreises in Sachsen-Anhalt.
Sein Name leitet sich von der St.-Petrus-Kirche auf dem Berg her. Bis ins 14. Jahrhundert war der Petersberg als Lauterberg bekannt.

## Geographie

### Lage
Der Petersberg liegt etwa 13 km (Luftlinie) nördlich der Innenstadt von Halle an der Saale, nicht ganz auf halber Strecke nach Köthen zwischen den Ortschaften Ostrau und Wallwitz. Am Berg befindet sich die Gemeinde Petersberg mit dem gleichnamigen Kernort und dessen Ortsteilen Drehlitz und Frößnitz. Etwas südwestlich vorbei am Berg fließt der Saale-Zufluss Götsche, und in Richtung Norden fällt die Landschaft in das Tal des Saale-Zuflusses Fuhne ab.

### Naturräumliche Zuordnung
Der Petersberg liegt nach dem Handbuch der naturräumlichen Gliederung Deutschlands innerhalb der naturräumlichen Haupteinheitengruppe Mitteldeutsches Schwarzerdegebiet (Nr. 50) in der Haupteinheit Östliches Harzvorland (500).
In der sachsen-anhaltischen Gliederung in Landschaftsräume befindet er sich in der Einheit Hallesches Ackerland.

### Berghöhe
Der Petersberg ist 250,4 m hoch. Etwa 130 m südöstlich seines Gipfels liegt ein trigonometrischer Punkt auf 247,8 m Höhe. Entgegen einer weit verbreiteten Meinung ist der Berg etwa auf seinem Breitengrad nicht die höchste Erhebung zwischen dem Harz und dem Uralgebirge. Die erste höhere Erhebung in östlicher Richtung ist ca. 1734 km entfernt und befindet sich in Russland in der Oblast Kursk nahe Kirowka (Кировка). Sie ist eine bis zu 267 m (⊙) hohe Erhebung der Mittelrussischen Platte. Weiter östlich in der Oblast Saratow nahe Wjasowka (Вязовка) liegt eine 306 m (⊙) hohe Erhebung der Wolgaplatte.

## Geologie

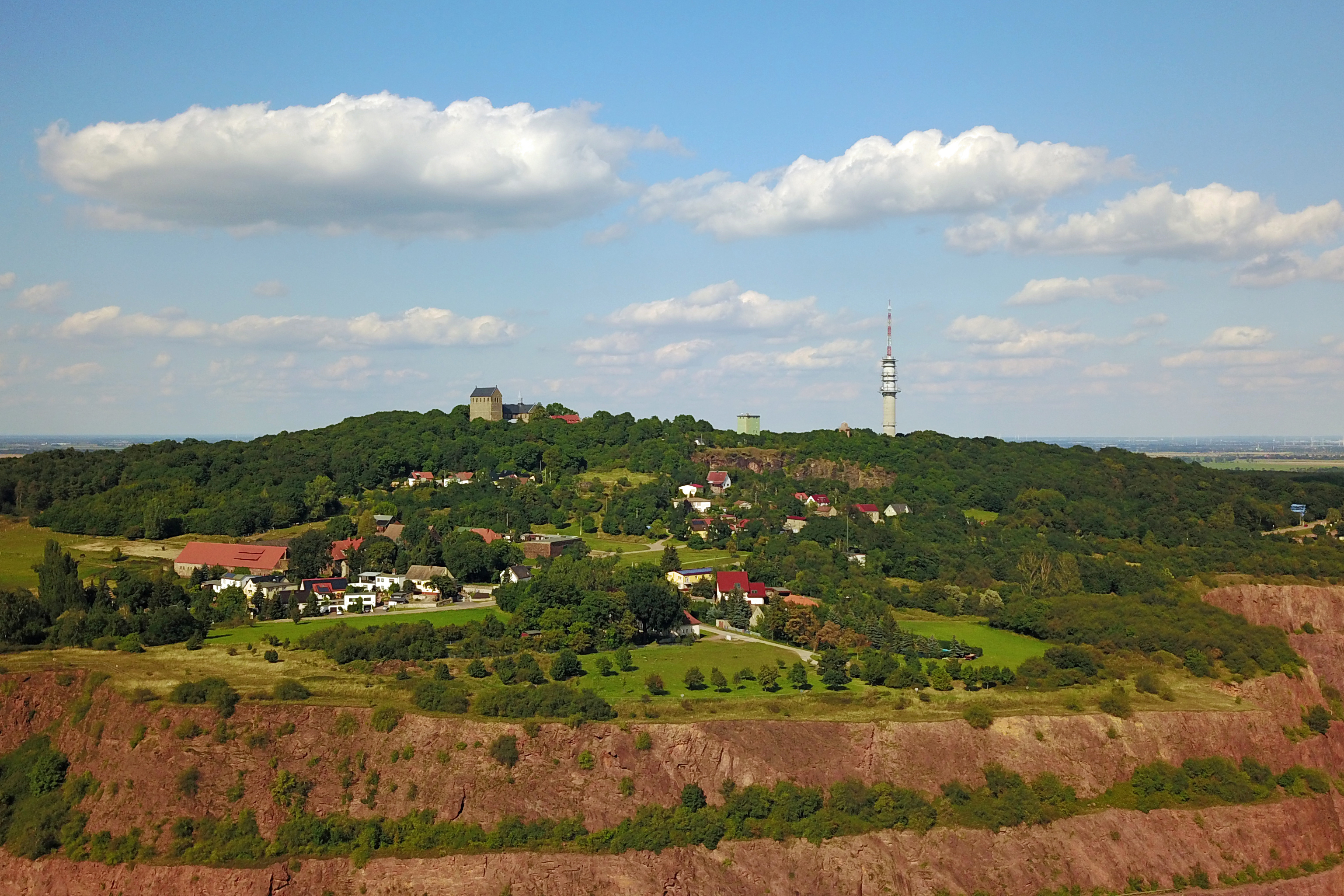
Südwestflanke des Petersbergs mit der Abbaufront des aktiven Großsteinbruches (vorne), dem Ort Petersberg und dem Goethebruch (dahinter) vor dem Fernmeldehochhaus, dem Bismarck- und dem Fernmeldeturm (hinten von links nach rechts; Luftaufnahme aus 100 m Höhe)

Der Petersberg ist die höchste Erhebung des Halleschen Porphyrkomplexes. Das Gestein, aus dem er besteht, wird als Rhyolith bezeichnet. Entstanden ist dieses Gestein wie auch das der anderen Porphyrkuppen in der Umgebung in der Zeit des Oberen Karbon und Unteren Perm durch das Erstarren zähflüssigen Magmas relativ dicht unter der Erde (Kryptovulkanismus). Die relativ großen, gut mit bloßem Auge im Gestein sichtbaren Feldspat- und Quarzkristalle (sogenannte Einsprenglinge) bildeten sich bereits in größerer Tiefe in einer Magmakammer bei sehr langsamer Abkühlung der Schmelze. Nach seinem Aufstieg in geringere Tiefen kühlte das Magma dann wesentlich schneller ab, wodurch schließlich ein Gestein mit einer sehr feinkristallinen Grundmasse, in der die größeren Quarz- und Feldspatkristalle eingebettet sind, entstand (porphyrisches Gefüge). Im Vergleich zu anderen Rhyolithen im Raum Halle sind die Einsprenglinge des Petersberger Rhyoliths jedoch relativ klein. Man spricht daher auch von einem feinporphyrischen Rhyolith.
Der heutige Berg mit seinem relativ harten Rhyolithgestein ist durch Erosion, unter anderem durch die Gletscher der letzten Eiszeiten, aus dem Sedimentgestein, das ihn ursprünglich bedeckte, herauspräpariert worden.
Der Rhyolith des Petersbergs wird als Naturwerkstein genutzt. Vom historischen Abbau zeugt unter anderem der auflässige, teilweise mit Wasser gefüllte Goethebruch am oberen Südwesthang des Berges. Aktuell erfolgt der Abbau in einem Großsteinbruch am Fuß des Südwesthanges.

## Schutzgebiete
Auf und am Petersberg liegt das 1998 ausgewiesene und 21,83 km² große Landschaftsschutzgebiet Petersberg (CDDA-Nr. 20851). Rund um den Berg befinden sich die Naturschutzgebiete Bergholz (CDDA-Nr. 162383; 1961, 0,77 km²; zweiteilig) und Blonsberg (CDDA-Nr. 318206; 1998, 0,3 km²) und außerdem die Fauna-Flora-Habitat-Gebiete Bergholz nördlich Halle (FFH-Nr. 4437-305; 1,81 km²) und Blonsberg nördlich Halle (FFH-Nr. 4437-301; 0,32 km²).

## Kloster Petersberg
Das Kloster Petersberg mit der Stiftskirche St. Petrus ist ein ehemaliges Augustinerchorherrenstift. Seit 1999 besteht eine evangelische Klosterkommunität der Christusbruderschaft Selbitz.

## Bismarckturm

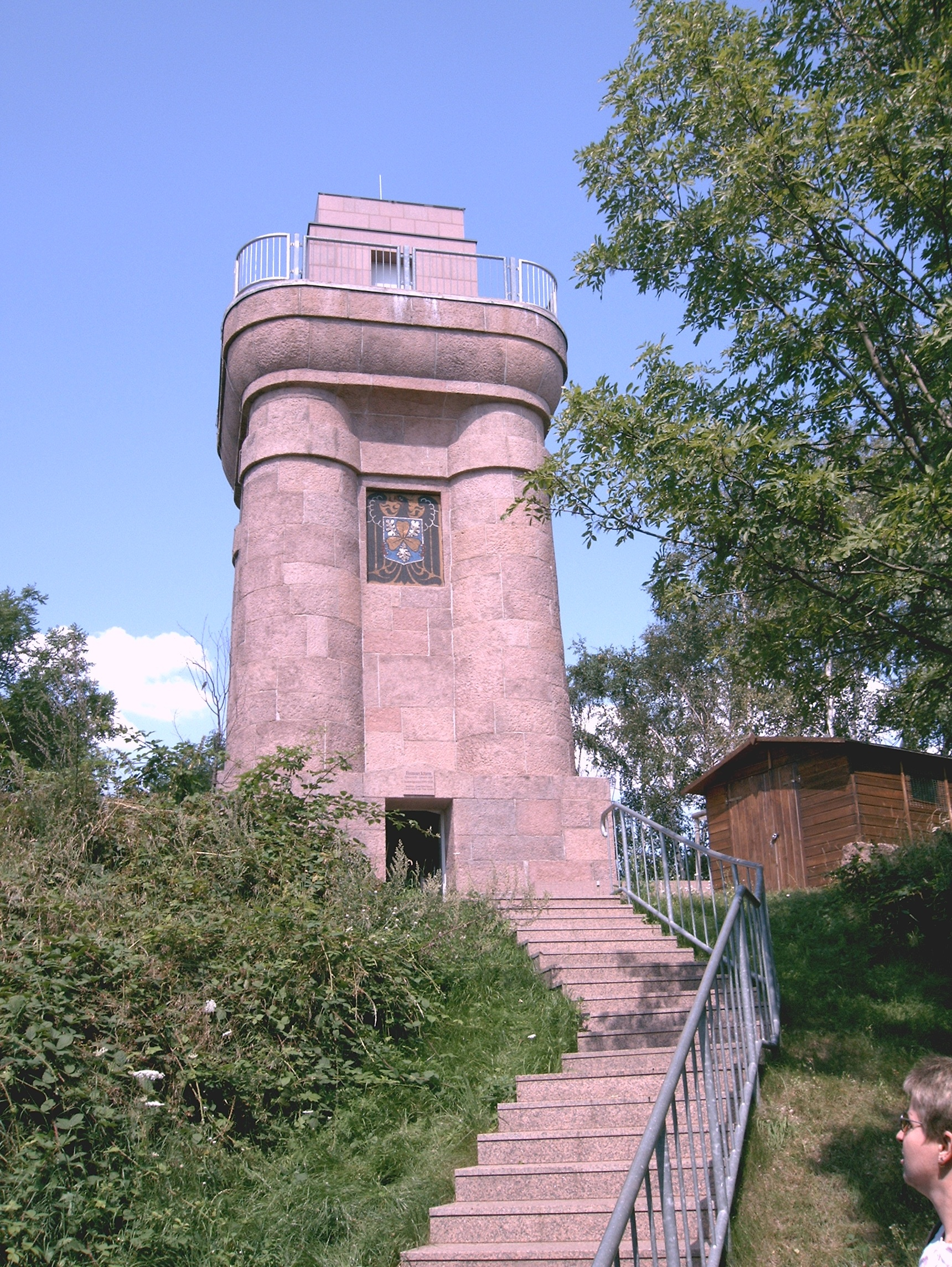
Bismarckturm

Auf dem Petersberg steht einer von 15 erhaltenen Bismarcktürmen in Sachsen-Anhalt. Der 15 m hohe Aussichtsturm wurde nach dem Typenentwurf Götterdämmerung des Architekten Wilhelm Kreis errichtet und am 24. September 1902 eingeweiht. Im Zweiten Weltkrieg erlitt der Turm starke Schäden. Er wurde 1999/2000 umfangreich saniert, so dass er anschließend erstmals seit dem Krieg wieder besteigbar wurde.

## Fernmeldeturm Petersberg

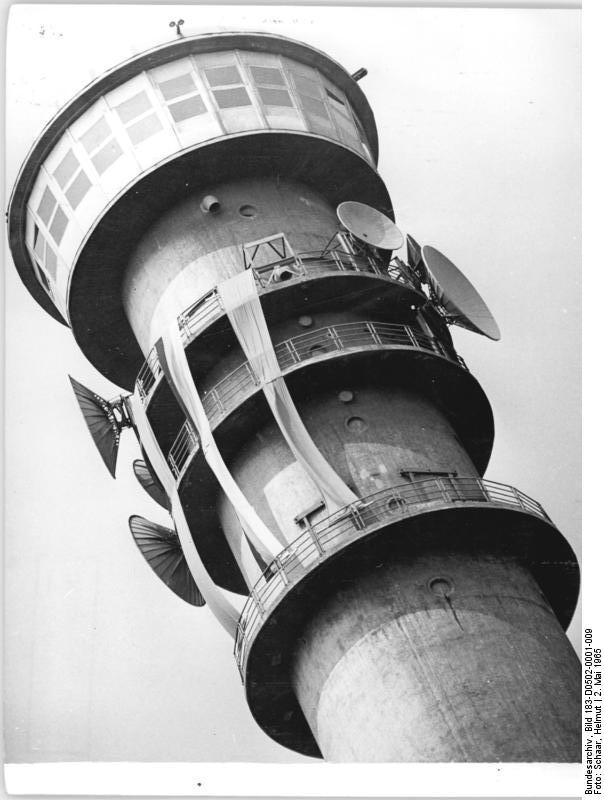
Fernmeldeturm Petersberg

Etwa 320 Meter südöstlich des Petersberggipfels steht der 1965 eingeweihte und 119 m hohe Fernmeldeturm Petersberg der Deutschen Telekom, der in Stahlbetonbauweise errichtet wurde. Von dort werden mehrere Rundfunkprogramme für den Großraum Halle ausgestrahlt, unter anderem MDR Sachsen-Anhalt, MDR Sputnik und Radio SAW.

## Fernmeldehochhaus

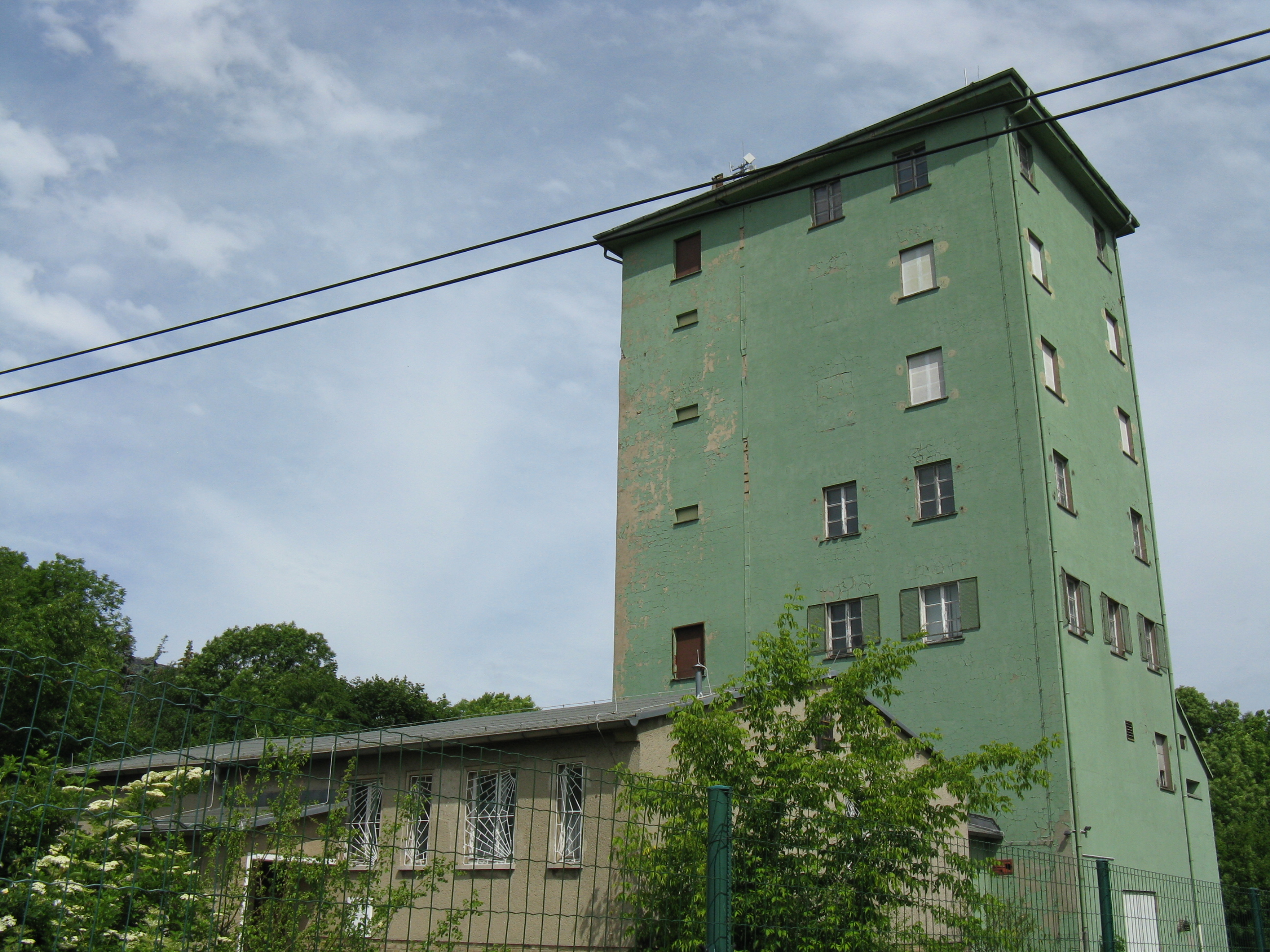
Bezirksrichtfunkzentrale Halle (Saale) der SED (08A1) auf dem Petersberg (A-Turm), bis 1984

Auf dem Petersberg befindet sich auch ein siebenstöckiger A-Turm der Deutschen Telekom AG. Vor der politischen Wende in der DDR gehörte dieser Turm in den Grundmittelbestand der Partei SED. In ihm befand sich die Bezirksrichtfunkzentrale Halle (Saale) des Richtfunknetzes der Partei (seine Tarnbezeichnung: 08A1) sowie Richtfunk- und Vermittlungstechnik der NVA.
Errichtet wurde der A-Turm Ende der 1950er Jahre im Rahmen der ersten Ausbaustufe (Netzebene 1). Mit der Netzebene 1 wurden alle Bezirksleitungen mit dem Zentralkomitee der Partei in Berlin verbunden. In einer zweiten Netzebene, bis ca. 1973, erfolgte der Ausbau des Netzes bis zu allen Kreisleitungen der Partei. Nach umfangreichen baulichen und technischen Investitionen der NVA in Gebäude und Netz der Partei wurde die NVA zur Mitnutzerin der Einrichtungen der Partei. So wurden über die Richtfunkverbindungen auch die territorialen Wehrorgane, Dienststellen, Verbände, Militärbezirke, Kommandos der Teilstreitkräfte und das Ministerium für Nationale Verteidigung der NVA, wie auch die Bezirkseinsatzleitungen für den Kriegsfall, Teilnehmer dieser Netze. 1984 wurden die Netze an die Deutsche Post (DDR) übergeben und mit ihm der Turm. Die NVA hat gegen Bezahlung bis zur Abschaltung 1989/90 eine Vielzahl von Richtfunkkanälen im Rahmen eines vorbereiteten Systems von Nachrichtenverbindungen für den Kriegsfall genutzt. Nach der Wiedervereinigung ging der Turm an die Deutsche Telekom. Die technischen Einrichtungen wurden entfernt und die Antennenträger mit den Antennen auf dem Dach demontiert.

## Verkehrsanbindung
4,3 km südwestlich des Petersbergs überquert die Landesstraße 50 (ehemalige B 6) an der Anschlussstelle Halle-Trotha die Bundesautobahn 14. Von der L 50 zweigt etwas nordwestlich der Anschlussstelle eine schmale Straße ab, die nordostwärts durch Sylbitz nach Trebitz verläuft. Von dort führt die Kreisstraße 2119 (Alte Hallesche Straße), welche die Frößnitz und Kaltenmark miteinander verbindende L 145 (Köthener Landstraße) kreuzt und durch Petersberg verläuft, letztlich ostwärts zur Erhebung. Von der K 2119 zweigt in Petersberg eine Stichstraße ab, die nordwestwärts auf deren Hochlagen führt.

## Tourismus

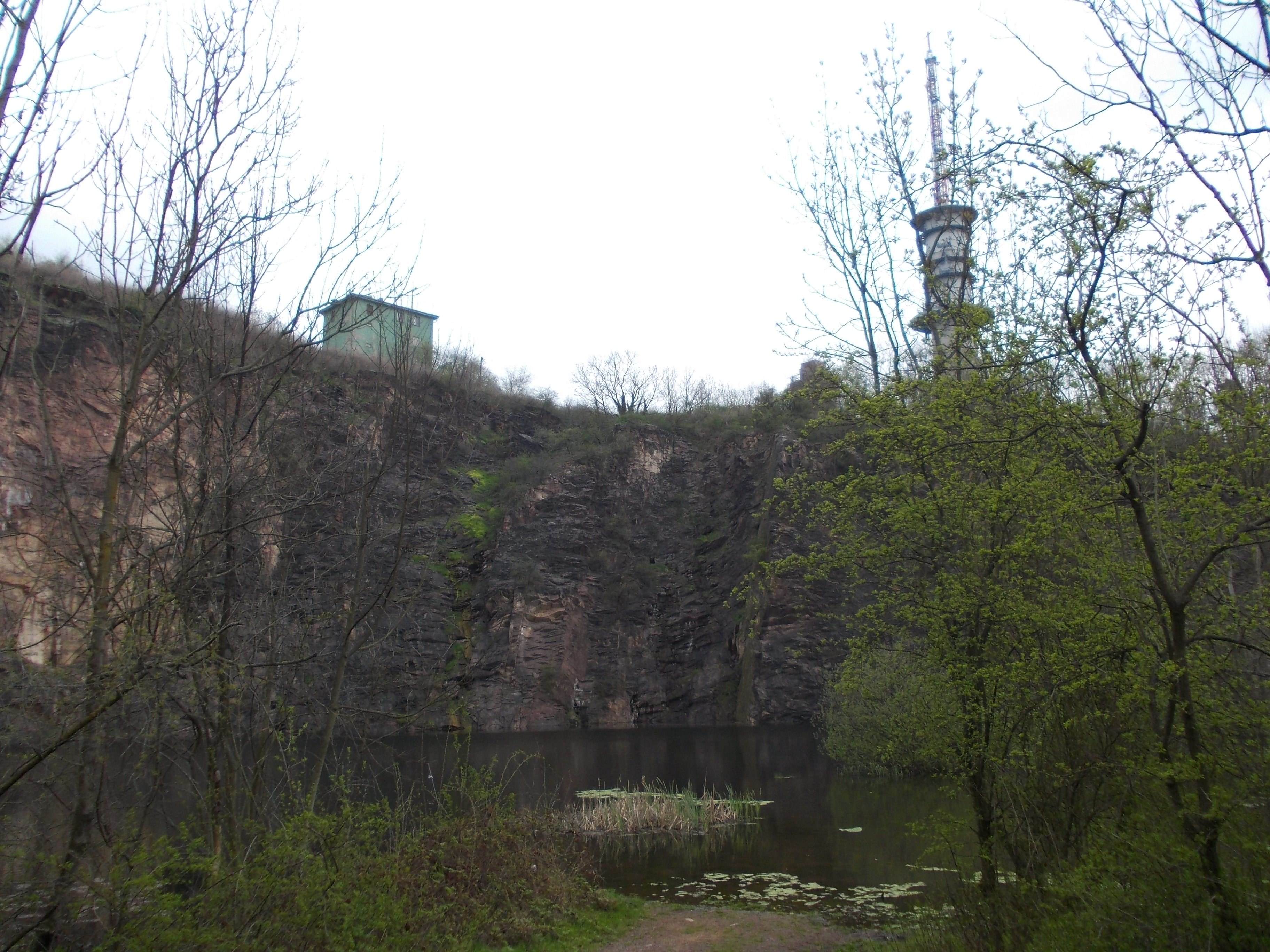
Goethebruch

Der Petersberg ist beliebtes Ausflugsziel. Am Berg liegt der Tierpark Petersberg mit eurasischen Tieren und eine Sommerrodelbahn, die ganzjährig mit einem Schlitten bzw. schlittenähnlichen Fahrzeugen befahren werden kann. Auf einem Festplatz am Berg finden regelmäßig Flohmärkte und andere Veranstaltungen statt, zum Beispiel alljährlich an Ostern eine Ausstellung. Über die östlichen Berghochlagen verläuft der Europäische Fernwanderweg E11 (Niederlande–Masuren). Das Klettergebiet Petersberger Steinbrüche besteht aus dem Goethebruch und dem Krosigker Bruch.